# 莫吉奥
莫吉奥（法語：Mauguio，法語發音：[moɡjo] ⓘ）是法国埃罗省的一个市镇，位于该省东部，属于蒙彼利埃区。莫吉奥是蒙彼利埃东部重要的卫星城。

## 地理
莫吉奥（43°36'59"N, 4°0'27"E）面积49.56 平方千米，位于法国奧克西塔尼大區埃罗省，该省份为法国南部沿海省份，南濒地中海，西南接奥德省，西北接塔恩省和阿韦龙省，东北与加尔省接壤。
与莫吉奥接壤的市镇（或旧市镇、城区）包括：圣欧内斯、艾格莫尔特、巴亚尔格、康迪亚格、朗萨格、拉特、马西亚格、蒙彼利埃、米代松、帕拉瓦斯莱弗洛、佩罗勒、拉格朗德莫特。
莫吉奥的时区为UTC+01:00、UTC+02:00（夏令时）。

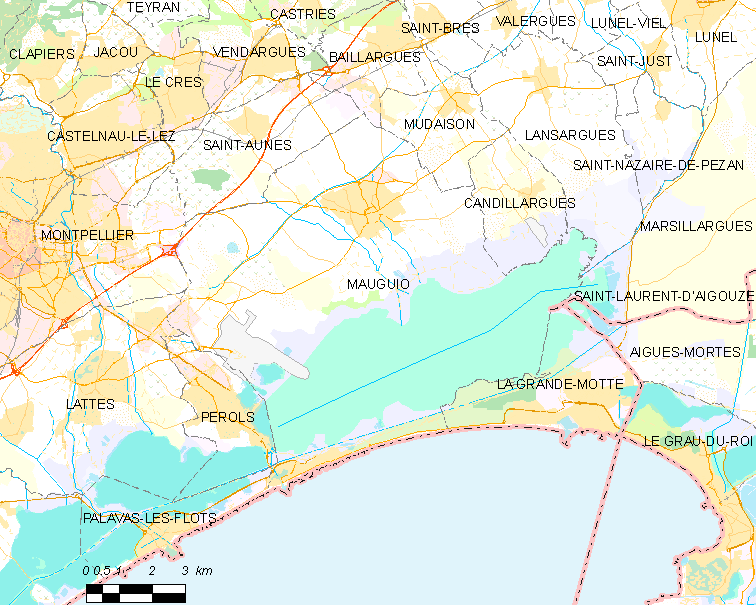
莫吉奥的OSM定位图

## 行政
莫吉奥的邮政编码为34130、34280，INSEE市镇编码为34154。

## 政治
莫吉奥所属的省级选区为莫吉奥县。

## 交通
埃罗省省道D24线、D24E2线、D24E8线、D26线、D112线、D172线、D172E1线、D189线和D189E1线经过境内。

## 人口

1962-2008年间莫吉奥人口变化图示

莫吉奥于2022年1月1日时的人口数量为16417人。

## 友好城市
- 西班牙 洛尔卡（1999年）
- 突尼西亞 米敦（英语：Midoun）（2005年）
- 義大利 博韦斯（2009年）